# Pfründnerhäuser

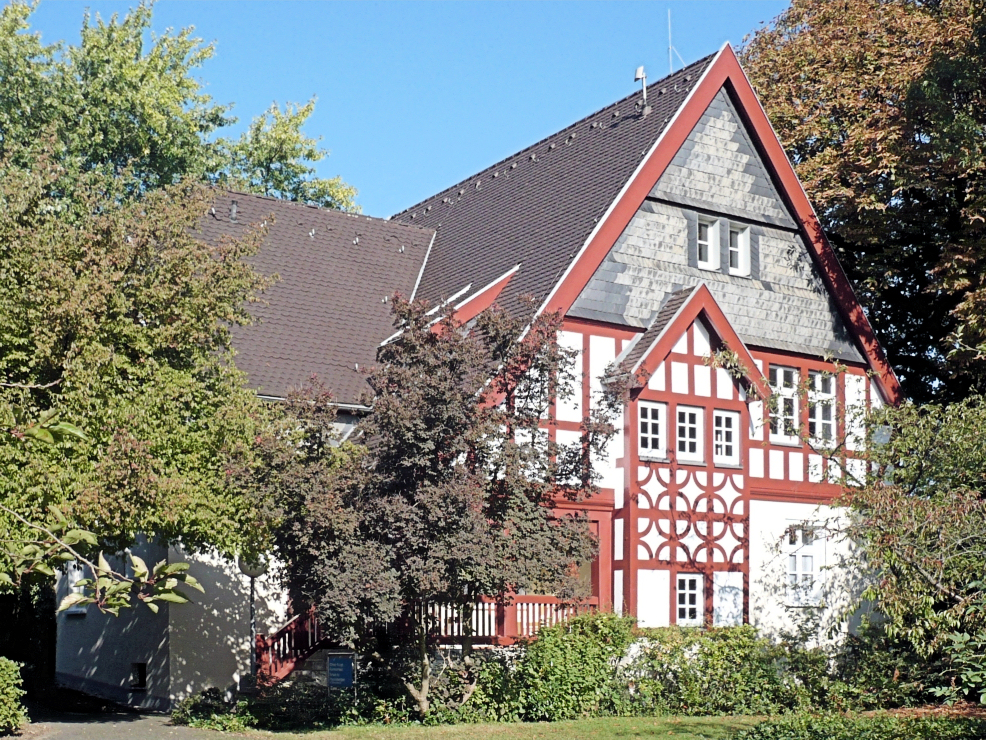
Pfründnerhaus

Die Pfründnerhäuser sind Teil der nur noch in Teilen erhaltenen Siedlung Altenhof im Essener Stadtteil Rüttenscheid. In der 1901 durch Friedrich Alfred Krupp errichteten Siedlung beherbergten die Pfründnerhäuser kleine Wohnheime für seine ehemaligen Arbeiter, die in Einzelzimmern wohnten und gemeinschaftlich versorgt wurden.

## Geschichte
Zwischen 1897 und 1910 entstanden zum Kaiserin-Auguste-Viktoria-Erholungshaus für rekonvaleszente ehemalige Arbeiter wichtige Gebäude. Dieses ehemalige Kaiserin-Auguste-Viktoria-Erholungshaus würde man heute als Kurklinik bezeichnen. Zu diesen Gebäuden gehörte der so genannte Witwenhof um eine ehemalige rechteckige Grünanlage. Teil dieses Witwenhofes waren fünf Pfründner-Häuser, die zwischen 1900 und 1901 als zweigeschossige Fachwerkhäuser durch den Leiter des Kruppschen Baubüros, Robert Schmohl, erbaut wurden. Langjährige ehemalige Krupp-Arbeiter konnten hier als Witwen oder Witwer Kost und Logis bekommen. Diese Häuser bildeten den nördlichen Rand der Siedlung Altenhof.
In den Häusern der Hausnummern 54 und 58 standen den Witwen Einzelzimmer und eine kleine Küche zur Verfügung, in der sie ihre Speisen selbst zubereiten konnten. Die anderen beiden Häuser der Hausnummern 56 und 60 boten für je zwölf Witwer Einzelzimmer um eine gemeinsame Wohndiele. Auf jeder Etage teilten sich sechs Witwer ein Bad und eine Toilette. Sie erhielten ihre drei täglichen Mahlzeiten aus der Küche des Kaiserin-Auguste-Viktoria-Erholungshauses gegen Entgelt.
Einst stand inmitten der Siedlung Altenhof das Granit-Denkmal mit einem Bronzerelief von Friedrich Alfred Krupp. Es wurde vom Bildhauer Otto Lang geschaffen und steht heute nordöstlich der Pfründnerhäuser.

## Zustand heute
In der Wittekindstraße, neben der ehemaligen katholischen Kirche, heute die Kapelle des Alfried Krupp Krankenhauses, befinden sich noch vier der fünf, seit 1985 unter Denkmalschutz stehenden, Pfründnerhäuser. In ihnen sind eine Krankenpflegeschule und Praxisräume des Alfried Krupp Krankenhauses untergebracht.

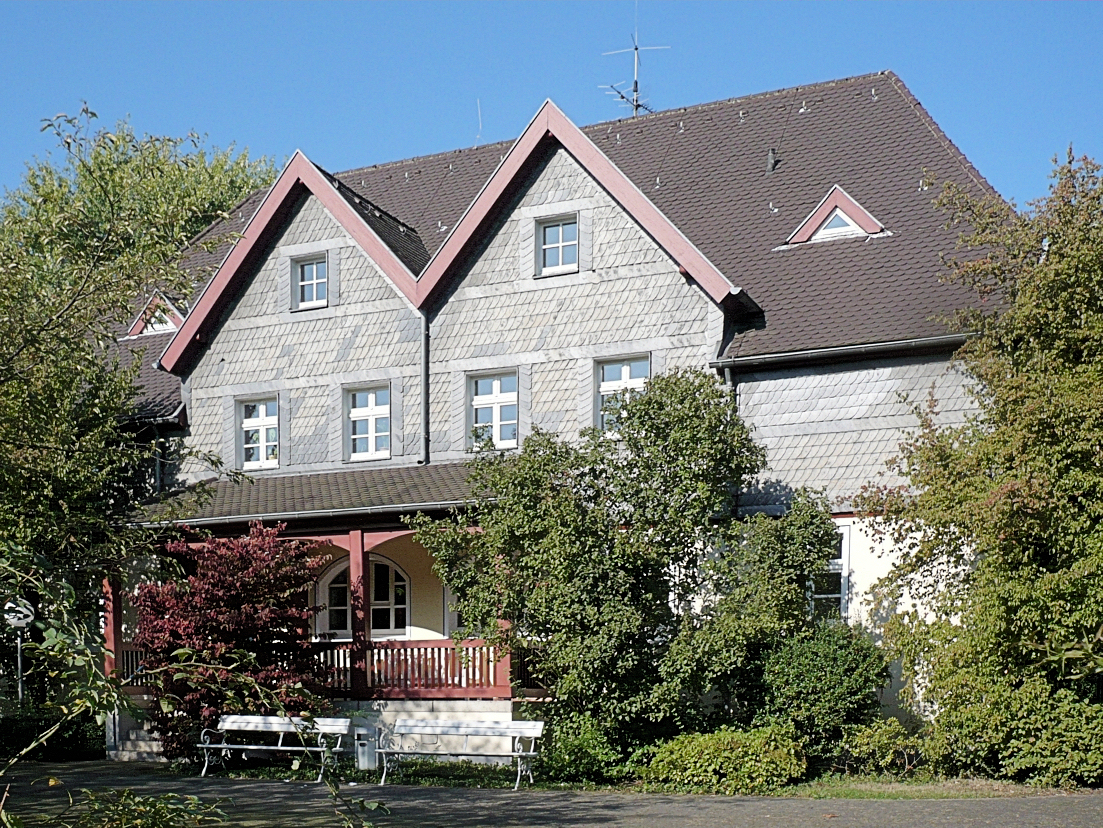
Pfründnerhaus
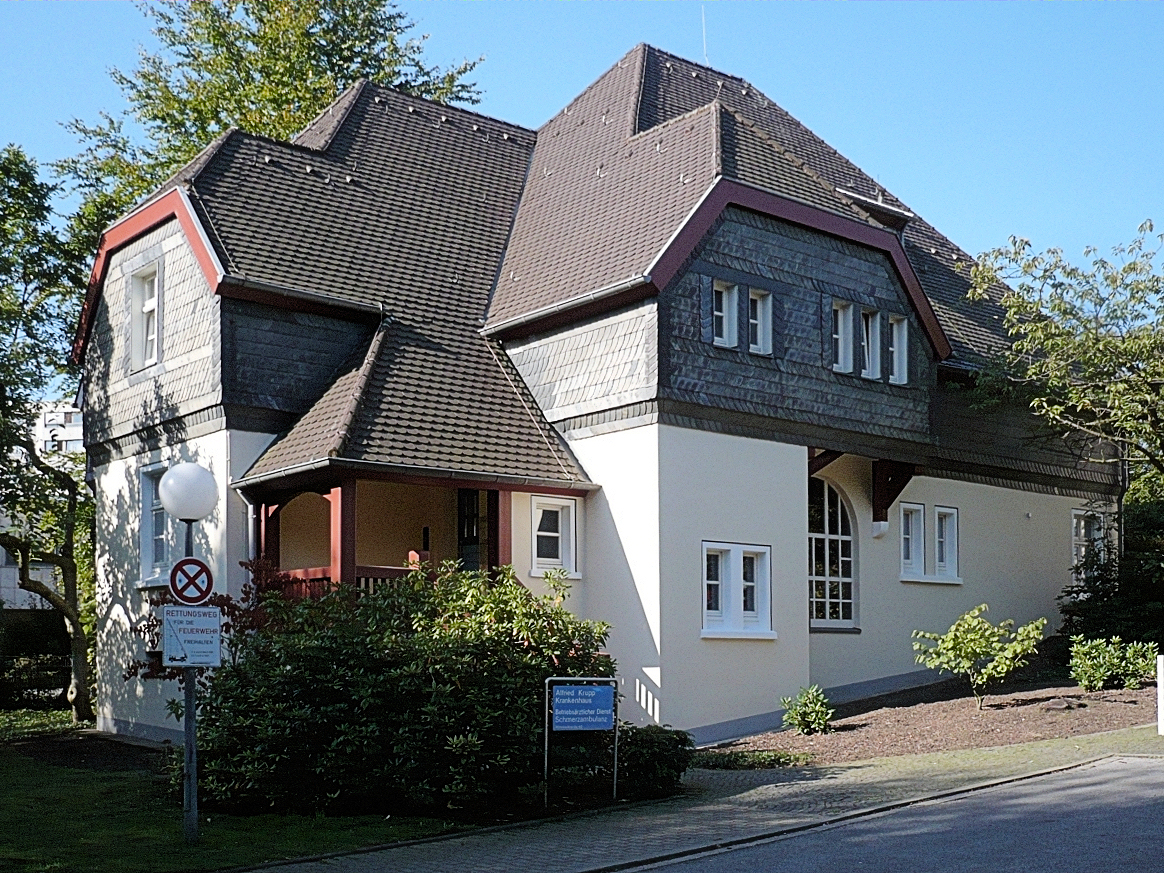
Pfründnerhaus, heute Schmerzambulanz
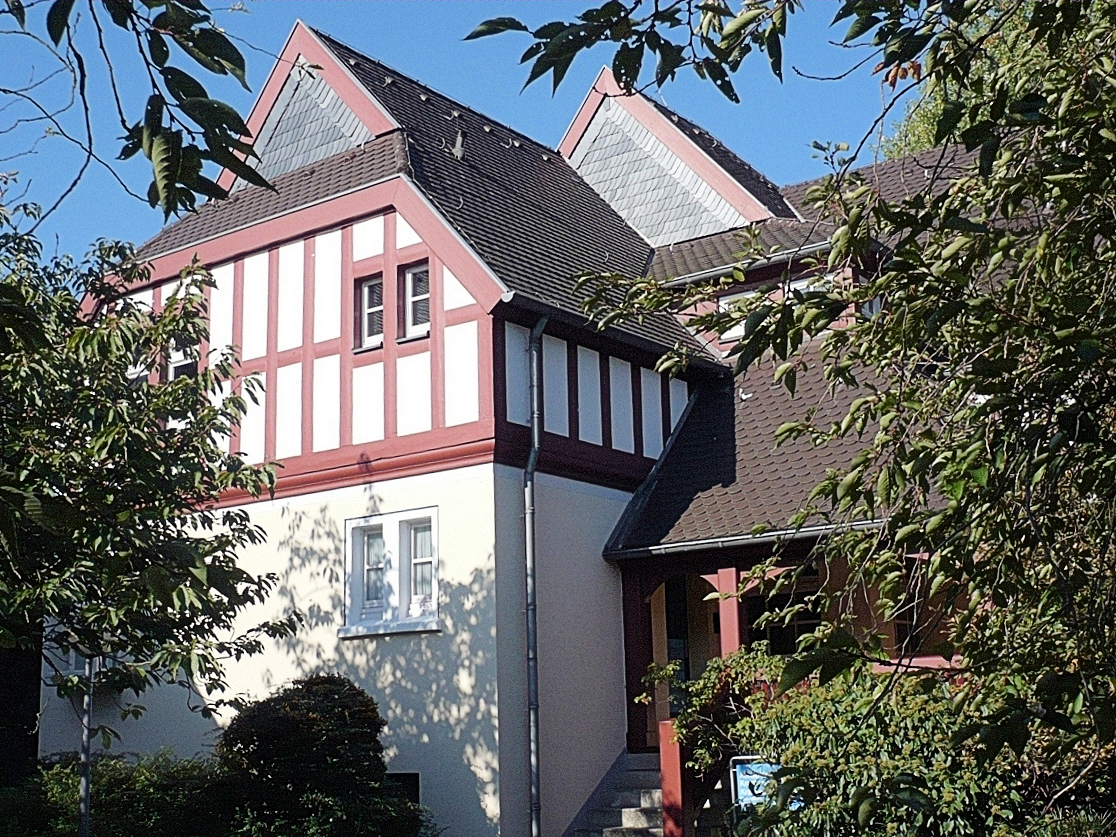
Pfründnerhaus, heute Pflegeschule
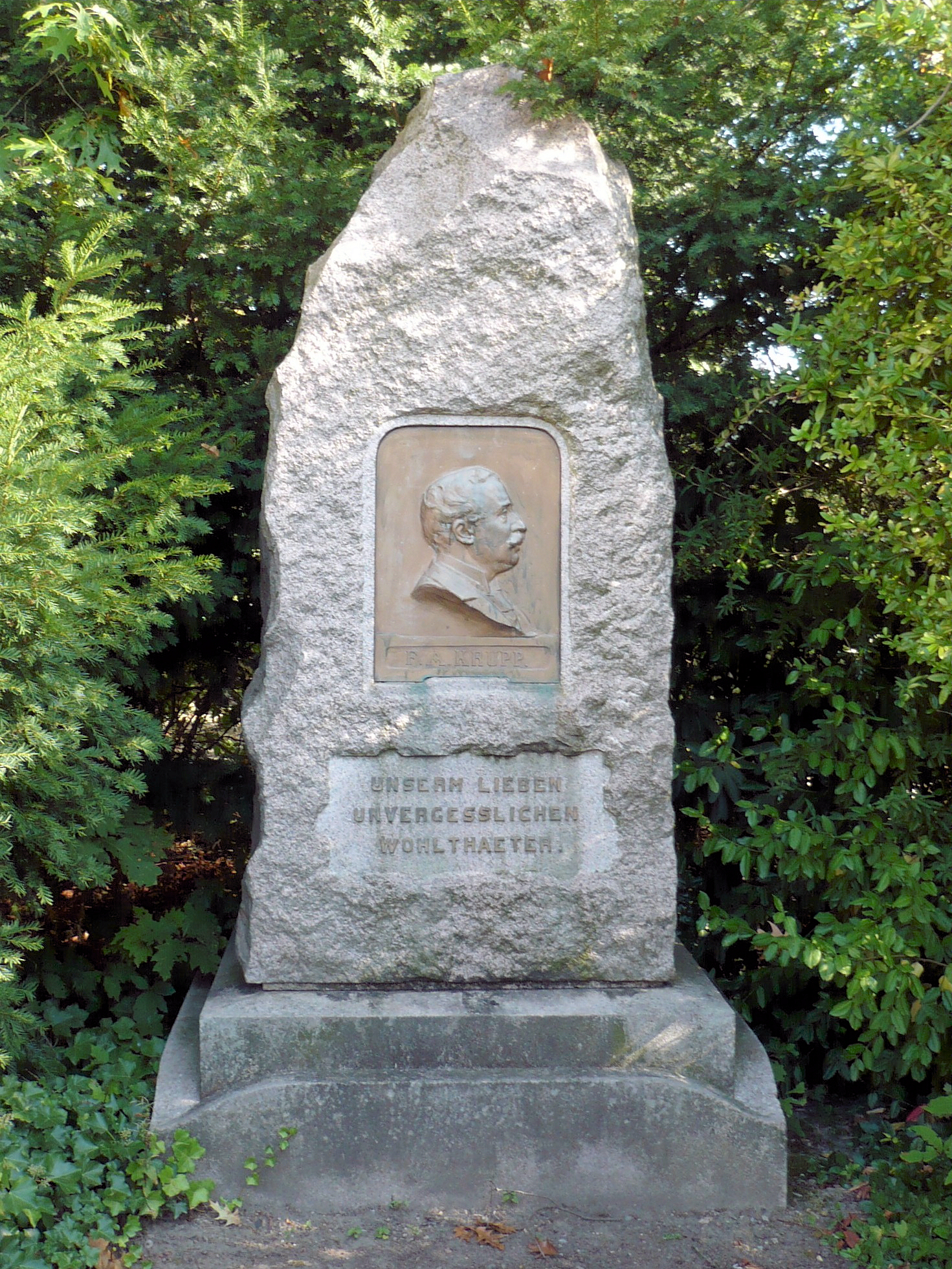
Friedrich-Alfred-Krupp-Denkmal bei den Pfründnerhäusern